# Remo nos Jogos Olímpicos de Verão de 2020 - Skiff simples feminino
A competição do skiff simples feminino do remo nos Jogos Olímpicos de Verão de 2020 foi realizada entre 23 e 30 de julho de 2021, no Sea Forest Waterway, em Tóquio. Um total de 32 remadoras, cada uma representando um Comitê Olímpico Nacional (CON), participaram do evento.

## Qualificação
Cada CON pode classificar um único barco (uma remadora) no skiff simples feminino. Um total de 32 vagas estavam disponíveis, sendo atribuídas da seguinte forma:
- 9 pelo Campeonato Mundial de 2019;
- 5 pelas regatas de qualificação da Ásia e Oceania;
- 5 pelas regatas de qualificação da África;
- 5 pelas regatas de qualificação das Américas;
- 3 pelas regatas de qualificação da Europa;
- 2 pelas regatas de qualificação finais;
- 1 para a nação anfitriã (Japão);
- 2 por convite.

## Formato
No skiff simples cada barco é impulsionado por uma única remadora. Por serem barcos parelhos, cada remadora usa dois remos, um de cada lado do barco; isso contrasta com os barcos de pontas em que cada remadora tem remos em apenas um lado (não viável para eventos individuais). A competição consiste em várias rodadas e usa o formato de cinco fases introduzido em 2012. As finais são realizadas para determinar a colocação de cada barco; essas finais recebem letras, com aquelas mais próximas do início do alfabeto significando uma classificação melhor (na Final A são definidas as medalhistas). As semifinais seguem a mesma lógica, com cada um determinando as classificações para as respectivas finais. O percurso usa a distância de 2000 metros que se tornou o padrão olímpico em 1912.

## Calendário
Horário local (UTC+9)
| Dia         | Horário | Fase             |
| ----------- | ------- | ---------------- |
| 23 de julho | 9:30    | Eliminatórias    |
| 24 de julho | 8:00    | Repescagem       |
| 25 de julho | 9:20    | Semifinais E/F   |
| 25 de julho | 11:00   | Quartas de final |
| 29 de julho | 10:30   | Semifinais A/B   |
| 29 de julho | 12:00   | Semifinais C/D   |
| 30 de julho | 7:55    | Final F          |
| 30 de julho | 8:15    | Final E          |
| 30 de julho | 8:25    | Final D          |
| 30 de julho | 8:45    | Final C          |
| 30 de julho | 9:05    | Final B          |
| 30 de julho | 9:30    | Final A          |

## Medalhistas
| Ouro   | NZL Emma Twigg       |
| Prata  | ROC Hanna Prakatsen  |
| Bronze | AUT Magdalena Lobnig |

## Resultados

### Eliminatórias
As três primeiras de cada bateria se classificam para as quartas de final, enquanto o restante disputa a repescagem.
Eliminatória 1
| Pos. | Raia | Remador            | CON                | Tempo    | Notas |
| ---- | ---- | ------------------ | ------------------ | -------- | ----- |
| 1    | 2    | Kara Kohler        | USA Estados Unidos | 7:49.71  | Q     |
| 2    | 1    | Tatsiana Klimovich | BLR Bielorrússia   | 7:51.86  | Q     |
| 3    | 6    | Nazanin Malaei     | IRI Irã            | 7:59.01  | Q     |
| 4    | 4    | Alejandra Alonso   | PAR Paraguai       | 8:11.88  | R     |
| 5    | 5    | Esther Toko        | NGR Nigéria        | 8:58.49  | R     |
| 6    | 3    | Esraa Khogali      | SUD Sudão          | 10:18.27 | R     |

Eliminatória 2
| Pos. | Raia | Remador              | CON                   | Tempo   | Notas |
| ---- | ---- | -------------------- | --------------------- | ------- | ----- |
| 1    | 5    | Sanita Pušpure       | IRL Irlanda           | 7:46.08 | Q     |
| 2    | 6    | Kenia Lechuga        | MEX México            | 7:54.21 | Q     |
| 3    | 2    | Anneta Kyridou       | GRE Grécia            | 7:54.28 | Q     |
| 4    | 3    | Felice Chow          | TTO Trinidad e Tobago | 8:02.02 | R     |
| 5    | 1    | Kathleen Grace Noble | UGA Uganda            | 8:21.85 | R     |
| 6    | 4    | Joan Poh             | SGP Singapura         | 8:31.12 | R     |

Eliminatória 3
| Pos. | Raia | Remador             | CON            | Tempo   | Notas |
| ---- | ---- | ------------------- | -------------- | ------- | ----- |
| 1    | 3    | Hanna Prakatsen     | ROC            | 7:48.74 | Q     |
| 2    | 5    | Jiang Yan           | CHN China      | 7:53.14 | Q     |
| 3    | 1    | Veronica Toro Arana | PUR Porto Rico | 8:11.57 | Q     |
| 4    | 4    | Winne Hung          | HKG Hong Kong  | 8:17.79 | R     |
| 5    | 2    | Sarah Fraincart     | MAR Marrocos   | 8:32.78 | R     |

Eliminatória 4
| Pos. | Raia | Remador           | CON              | Tempo   | Notas |
| ---- | ---- | ----------------- | ---------------- | ------- | ----- |
| 1    | 3    | Victoria Thornley | GBR Grã-Bretanha | 7:44.30 | Q     |
| 2    | 5    | Jeannine Gmelin   | SUI Suíça        | 7:47.20 | Q     |
| 3    | 1    | Lovisa Claesson   | SWE Suécia       | 7:58.41 | Q     |
| 4    | 2    | Evidelia González | NCA Nicarágua    | 8:25.18 | R     |
| 5    | 4    | Claire Ayivon     | TOG Togo         | 8:48.07 | R     |

Eliminatória 5
| Pos. | Raia | Remador          | CON         | Tempo   | Notas |
| ---- | ---- | ---------------- | ----------- | ------- | ----- |
| 1    | 2    | Magdalena Lobnig | AUT Áustria | 7:37.91 | Q     |
| 2    | 4    | Carling Zeeman   | CAN Canadá  | 7:40.72 | Q     |
| 3    | 5    | Maike Diekmann   | NAM Namíbia | 7:56.37 | Q     |
| 4    | 1    | Milena Venega    | CUB Cuba    | 8:03.00 | R     |
| 5    | 3    | Tala Abujbara    | QAT Catar   | 8:06.29 | R     |

Eliminatória 6
| Pos. | Raia | Remador       | CON               | Tempo   | Notas |
| ---- | ---- | ------------- | ----------------- | ------- | ----- |
| 1    | 5    | Emma Twigg    | NZL Nova Zelândia | 7:35.22 | Q     |
| 2    | 1    | Sophie Souwer | NED Países Baixos | 7:39.96 | Q     |
| 3    | 3    | Jovana Arsić  | SRB Sérvia        | 7:46.74 | Q     |
| 4    | 4    | Huang Yi-ting | TPE Taipé Chinês  | 8:04.59 | R     |
| 5    | 2    | Jung Hye-jung | KOR Coreia do Sul | 8:12.15 | R     |

### Repescagem
As duas primeiras de cada bateria se classificam para as quartas de final; o restante disputa as semifinais E/F (fora da chance por medalhas).
Repescagem 1
| Pos. | Raia | Remador          | CON              | Tempo   | Notas |
| ---- | ---- | ---------------- | ---------------- | ------- | ----- |
| 1    | 4    | Alejandra Alonso | PAR Paraguai     | 8:08.91 | Q     |
| 2    | 3    | Huang Yi-ting    | TPE Taipé Chinês | 8:11.56 | Q     |
| 3    | 2    | Tala Abujbara    | QAT Catar        | 8:16.88 | QEF   |
| 4    | 1    | Joan Poh         | SGP Singapura    | 8:40.06 | QEF   |
| 5    | 5    | Sarah Fraincart  | MAR Marrocos     | 8:42.78 | QEF   |

Repescagem 2
| Pos. | Raia | Remador           | CON                   | Tempo   | Notas |
| ---- | ---- | ----------------- | --------------------- | ------- | ----- |
| 1    | 2    | Felice Chow       | TTO Trinidad e Tobago | 8:15.94 | Q     |
| 2    | 1    | Jeong Hye-jeong   | KOR Coreia do Sul     | 8:26.73 | Q     |
| 3    | 3    | Evidelia González | NCA Nicarágua         | 8:37.55 | QEF   |
| 4    | 4    | Esther Toko       | NGR Nigéria           | 9:07.54 | QEF   |

Repescagem 3
| Pos. | Raia | Remador              | CON           | Tempo    | Notas |
| ---- | ---- | -------------------- | ------------- | -------- | ----- |
| 1    | 3    | Milena Venega        | CUB Cuba      | 8:17.30  | Q     |
| 2    | 2    | Winne Hung           | HKG Hong Kong | 8:23.58  | Q     |
| 3    | 4    | Kathleen Grace Noble | UGA Uganda    | 8:36.01  | QEF   |
| 4    | 1    | Claire Ayivon        | TOG Togo      | 9:04.23  | QEF   |
| 5    | 5    | Esraa Khogali        | SUD Sudão     | 10:25.94 | QEF   |

### Quartas de final
As três primeiras colocadas de cada bateria se classificam as semifinais A/B; o restante disputa as semifinais C/D (fora da chance por medalhas).
Quartas de final 1
| Pos. | Raia | Remador          | CON                | Tempo   | Notas |
| ---- | ---- | ---------------- | ------------------ | ------- | ----- |
| 1    | 4    | Sanita Pušpure   | IRL Irlanda        | 7:58.30 | QAB   |
| 2    | 3    | Kara Kohler      | USA Estados Unidos | 7:59.39 | QAB   |
| 3    | 5    | Jiang Yan        | CHN China          | 8:00.01 | QAB   |
| 4    | 2    | Jovana Arsić     | SRB Sérvia         | 8:09.37 | QCD   |
| 5    | 6    | Alejandra Alonso | PAR Paraguai       | 8:29.80 | QCD   |
| 6    | 1    | Winne Hung       | HKG Hong Kong      | 8:36.37 | QCD   |

Quartas de final 2
| Pos. | Raia | Remador           | CON               | Tempo   | Notas |
| ---- | ---- | ----------------- | ----------------- | ------- | ----- |
| 1    | 3    | Hanna Prakatsen   | ROC               | 7:49.64 | QAB   |
| 2    | 5    | Carling Zeeman    | CAN Canadá        | 7:57.58 | QAB   |
| 3    | 4    | Victoria Thornley | GBR Grã-Bretanha  | 7:59.93 | QAB   |
| 4    | 2    | Lovisa Claesson   | SWE Suécia        | 8:16.99 | QCD   |
| 5    | 6    | Milena Venega     | CUB Cuba          | 8:25.26 | QCD   |
| 6    | 1    | Jeong Hye-jeong   | KOR Coreia do Sul | 8:38.70 | QCD   |

Quartas de final 3
| Pos. | Raia | Remador             | CON                   | Tempo   | Notas |
| ---- | ---- | ------------------- | --------------------- | ------- | ----- |
| 1    | 4    | Magdalena Lobnig    | AUT Áustria           | 7:58.20 | QAB   |
| 2    | 3    | Sophie Souwer       | NED Países Baixos     | 7:59.92 | QAB   |
| 3    | 2    | Anneta Kyridou      | GRE Grécia            | 8:02.19 | QAB   |
| 4    | 5    | Tatsiana Klimovich  | BLR Bielorrússia      | 8:09.04 | QCD   |
| 5    | 1    | Felice Chow         | TTO Trinidad e Tobago | 8:21.23 | QCD   |
| 6    | 6    | Veronica Toro Arana | PUR Porto Rico        | 8:35.32 | QCD   |

Quartas de final 4
| Pos. | Raia | Remador         | CON               | Tempo   | Notas |
| ---- | ---- | --------------- | ----------------- | ------- | ----- |
| 1    | 3    | Emma Twigg      | NZL Nova Zelândia | 7:54.96 | QAB   |
| 2    | 4    | Jeannine Gmelin | SUI Suíça         | 8:02.10 | QAB   |
| 3    | 1    | Nazanin Malaei  | IRI Irã           | 8:07.32 | QAB   |
| 4    | 2    | Kenia Lechuga   | MEX México        | 8:09.29 | QCD   |
| 5    | 5    | Maike Diekmann  | NAM Namíbia       | 8:21.69 | QCD   |
| 6    | 6    | Huang Yi-ting   | TPE Taipé Chinês  | 8:34.51 | QCD   |

### Semifinais
As três primeiras de cada bateria qualificam-se para as finais melhores, enquanto as restantes vão para as finais inferiores.
Semifinal E/F 1
| Pos. | Raia | Remador              | CON         | Tempo    | Notas |
| ---- | ---- | -------------------- | ----------- | -------- | ----- |
| 1    | 3    | Tala Abujbara        | QAT Catar   | 8:24.24  | FE    |
| 2    | 2    | Kathleen Grace Noble | UGA Uganda  | 8:31.67  | FE    |
| 3    | 1    | Esther Toko          | NGR Nigéria | 9:07.70  | FE    |
| 4    | 4    | Esraa Khogali        | SUD Sudão   | 10:23.52 | FF    |

Semifinal E/F 2
| Pos. | Raia | Remador           | CON           | Tempo   | Notas |
| ---- | ---- | ----------------- | ------------- | ------- | ----- |
| 1    | 2    | Evidelia González | NCA Nicarágua | 8:36.99 | FE    |
| 2    | 4    | Sarah Fraincart   | MAR Marrocos  | 8:43.90 | FE    |
| 3    | 3    | Joan Poh          | SGP Singapura | 8:47.77 | FE    |
| 4    | 1    | Claire Ayivon     | TOG Togo      | 9:15.29 | FF    |

Semifinal C/D 1
| Pos. | Raia | Remador             | CON                   | Tempo   | Notas |
| ---- | ---- | ------------------- | --------------------- | ------- | ----- |
| 1    | 4    | Lovisa Claesson     | SWE Suécia            | 7:35.91 | FC    |
| 2    | 3    | Jovana Arsić        | SRB Sérvia            | 7:39.26 | FC    |
| 3    | 5    | Maike Diekmann      | NAM Namíbia           | 7:40.77 | FC    |
| 4    | 2    | Felice Chow         | TTO Trinidad e Tobago | 7:45.14 | FD    |
| 5    | 1    | Veronica Toro Arana | PUR Porto Rico        | 7:53.36 | FD    |
| 6    | 6    | Winne Hung          | HKG Hong Kong         | 7:56.30 | FD    |

Semifinal C/D 2
| Pos. | Raia | Remador            | CON               | Tempo   | Notas |
| ---- | ---- | ------------------ | ----------------- | ------- | ----- |
| 1    | 4    | Kenia Lechuga      | MEX México        | 7:33.72 | FC    |
| 2    | 3    | Tatsiana Klimovich | BLR Bielorrússia  | 7:33.78 | FC    |
| 3    | 5    | Milena Venega      | CUB Cuba          | 7:41.18 | FC    |
| 4    | 2    | Alejandra Alonso   | PAR Paraguai      | 7:43.33 | FD    |
| 5    | 6    | Huang Yi-ting      | TPE Taipé Chinês  | 7:56.00 | FD    |
| 6    | 1    | Jeong Hye-jeong    | KOR Coreia do Sul | 8:06.32 | FD    |

Semifinal A/B 1
| Pos. | Raia | Remador         | CON               | Tempo   | Notas |
| ---- | ---- | --------------- | ----------------- | ------- | ----- |
| 1    | 4    | Hanna Prakatsen | ROC               | 7:23.61 | FA    |
| 2    | 5    | Jeannine Gmelin | SUI Suíça         | 7:25.80 | FA    |
| 3    | 1    | Jiang Yan       | CHN China         | 7:27.30 | FA    |
| 4    | 2    | Sophie Souwer   | NED Países Baixos | 7:29.66 | FB    |
| 5    | 3    | Sanita Pušpure  | IRL Irlanda       | 7:34.40 | FB    |
| 6    | 6    | Anneta Kyridou  | GRE Grécia        | 7:40.81 | FB    |

Semifinal A/B 2
| Pos. | Raia | Remador           | CON                | Tempo   | Notas |
| ---- | ---- | ----------------- | ------------------ | ------- | ----- |
| 1    | 4    | Emma Twigg        | NZL Nova Zelândia  | 7:20.70 | FA    |
| 2    | 6    | Victoria Thornley | GBR Grã-Bretanha   | 7:25.12 | FA    |
| 3    | 3    | Magdalena Lobnig  | AUT Áustria        | 7:25.59 | FA    |
| 4    | 2    | Kara Kohler       | USA Estados Unidos | 7:26.10 | FB    |
| 5    | 5    | Carling Zeeman    | CAN Canadá         | 7:38.28 | FB    |
| 6    | 1    | Nazanin Malaei    | IRI Irã            | 7:45.52 | FB    |

### Finais
As regatas finais definem as posições de todas as remadoras. Na Final A são decididas as medalhistas.
Final F
| Pos. | Raia | Remador       | CON       | Tempo    | Notas |
| ---- | ---- | ------------- | --------- | -------- | ----- |
| 31   | 2    | Claire Ayivon | TOG Togo  | 8:44.42  |       |
| 32   | 1    | Esraa Khogali | SUD Sudão | 10:05.32 |       |

Final E
| Pos. | Raia | Remador              | CON           | Tempo   | Notas |
| ---- | ---- | -------------------- | ------------- | ------- | ----- |
| 25   | 4    | Tala Abujbara        | QAT Catar     | 8:00.22 |       |
| 26   | 5    | Kathleen Grace Noble | UGA Uganda    | 8:07.00 |       |
| 27   | 3    | Evidelia González    | NCA Nicarágua | 8:10.87 |       |
| 28   | 6    | Joan Poh             | SGP Singapura | 8:21.23 |       |
| 29   | 2    | Sarah Fraincart      | MAR Marrocos  | 8:25.38 |       |
| 30   | 1    | Esther Toko          | NGR Nigéria   | 8:42.78 |       |

Final D
| Pos. | Raia | Remador             | CON                   | Tempo   | Notas |
| ---- | ---- | ------------------- | --------------------- | ------- | ----- |
| 19   | 3    | Felice Chow         | TTO Trinidad e Tobago | 7:48.06 |       |
| 20   | 5    | Huang Yi-ting       | TPE Taipé Chinês      | 7:52.18 |       |
| 21   | 4    | Alejandra Alonso    | PAR Paraguai          | 7:55.63 |       |
| 22   | 2    | Veronica Toro Arana | PUR Porto Rico        | 7:57.22 |       |
| 23   | 1    | Winne Hung          | HKG Hong Kong         | 8:02.79 |       |
| 24   | 6    | Jeong Hye-jeong     | KOR Coreia do Sul     | 8:06.13 |       |

Final C
| Pos. | Raia | Remador            | CON              | Tempo   | Notas |
| ---- | ---- | ------------------ | ---------------- | ------- | ----- |
| 13   | 5    | Tatsiana Klimovich | BLR Bielorrússia | 7:39.53 |       |
| 14   | 4    | Lovisa Claesson    | SWE Suécia       | 7:41.07 |       |
| 15   | 2    | Jovana Arsić       | SRB Sérvia       | 7:43.30 |       |
| 16   | 3    | Kenia Lechuga      | MEX México       | 7:43.55 |       |
| 17   | 1    | Milena Venega      | CUB Cuba         | 7:47.40 |       |
| 18   | 6    | Maike Diekmann     | NAM Namíbia      | 7:52.17 |       |

Final B
| Pos. | Raia | Remador        | CON                | Tempo   | Notas |
| ---- | ---- | -------------- | ------------------ | ------- | ----- |
| 7    | 3    | Sophie Souwer  | NED Países Baixos  | 7:25.96 |       |
| 8    | 2    | Carling Zeeman | CAN Canadá         | 7:29.59 |       |
| 9    | 4    | Kara Kohler    | USA Estados Unidos | 7:29.72 |       |
| 10   | 6    | Anneta Kyridou | GRE Grécia         | 7:36.79 |       |
| 11   | 1    | Nazanin Malaei | IRI Irã            | 7:42.57 |       |
| 12   | 5    | Sanita Pušpure | IRL Irlanda        |         | DNS   |

Final A
| Pos.              | Raia | Remador           | CON               | Tempo   | Notas |
| ----------------- | ---- | ----------------- | ----------------- | ------- | ----- |
| Medalha de ouro   | 4    | Emma Twigg        | NZL Nova Zelândia | 7:13.97 | OB    |
| Medalha de prata  | 3    | Hanna Prakatsen   | ROC               | 7:17.39 |       |
| Medalha de bronze | 6    | Magdalena Lobnig  | AUT Áustria       | 7:19.72 |       |
| 4                 | 5    | Victoria Thornley | GBR Grã-Bretanha  | 7:20.39 |       |
| 5                 | 2    | Jeannine Gmelin   | SUI Suíça         | 7:20.91 |       |
| 6                 | 1    | Jiang Yan         | CHN China         | 7:21.33 |       |